# Kraftwerk Wassen
Kraftwerk Wassen är ett vattenkraftverk i Schweiz.   Det ligger i kantonen Uri, i den centrala delen av landet, 90 km öster om huvudstaden Bern. Kraftwerk Wassen ligger 824 meter över havet.
Terrängen runt Kraftwerk Wassen är huvudsakligen mycket bergig. Kraftwerk Wassen ligger nere i en dal. Närmaste större samhälle är Erstfeld, 11,9 km norr om Kraftwerk Wassen. 
Trakten runt Kraftwerk Wassen består i huvudsak av gräsmarker. Runt Kraftwerk Wassen är det glesbefolkat, med 17 invånare per kvadratkilometer.